# Заход Горский
Заход Горский — деревня в Бежаницком районе Псковской области. Входит в состав сельского поселения муниципальное образование «Лющикская волость».
Расположена в 26 км к северу от райцентра Бежаницы и в 5 км к востоку от деревни Гора.
Численность населения по оценке на 2000 год составляла 11 жителей.